# 名古屋市立森孝西小学校
名古屋市立森孝西小学校（なごやしりつ もりたかにししょうがっこう）は、愛知県名古屋市守山区にある公立小学校。

## 概要
学区は守山区の南東部に位置し、東西に長い学区。学区の北東部の一部は、尾張旭市に接し、南に香流川、ほぼ中央に東名高速道路が南北に縦貫している。

### 施設データ
- 全校地面積 - 15,008 m2
- 建物等床面積 - 1,989 m2
- 運動場面積 - 7,416 m2

## 沿革
- 1975年（昭和50年）4月 - 名古屋市立大森小学校より、名古屋市立天子田小学校が独立開校。
- 1980年（昭和55年）4月 - 名古屋市立天子田小学校より、名古屋市立森孝西小学校が独立開校。開校時の児童数736名。

## 現地情報

### 所在地
- 愛知県名古屋市守山区森孝一丁目1108

### アクセス
- 名古屋市営バス（市バス）・名鉄バス「三軒家」バス停より北へ徒歩で約10分。